# Rockmuseum (Barcelona)
Het Rockmuseum (Catalaans: Museu del Rock) was een museum in Barcelona dat in zijn geheel gewijd was aan de geschiedenis van de rockmuziek, vanaf het ontstaan in de jaren 50. Het museum bevond zich op de vierde verdieping van het winkelcentrum in Les Arenes, aan het Plaça d'Espanya. Het museum opende op 25 maart 2011, maar ging ruim een jaar later al weer failliet, het sloot in de zomer van 2012. Dit museum wordt beschouwd als het eerste rockmuseum van Europa.

## Collectie
De collectie van het museum omvatte zo'n 50.000 documenten, zowel audio als video. Het museum bestond uit een aantal zones die chronologisch de ontwikkeling van de rockmuziek laten zien. Tevens waren er een aantal zalen aan bepaalde artiesten gewijd, zoals aan The Beatles en The Rolling Stones.
- Zaal 1: Het begin van de rockmuziek
- Zaal 2: The Beatles
- Zaal 3: The Rolling Stones
- Zaal 4: Spaanse nationale rock
- Zone jaren 60-70
- Zone jaren 80-90
- Zone jaren 2000

Naast de collectie beschikte het museum over een restaurant, een auditorium en een podium waar bezoekers rocknummers konden playbacken.